# Георгиева, Райна Ангелова
Райна Ангелова Георгиева (болг. Райна Ангелова Георгиева; 26 июня 1902, Велико-Тырново — 25 июня 1983, София) — болгарский генетик, член Болгарской АН (1961—83), первая женщина—академик в Болгарии.

## Биография
Родилась Райна Георгиева 26 июня 1902 года в Тырново. Вскоре после рождения переехала в Софию и посвятила этому городу всё оставшуюся жизнь. В 1920 году поступила в СофГУ, которая окончила в 1925 году. С 1952 по 1966 год занимала должность профессора, заведующей кафедры генетики и селекции Высшего сельскохозяйственного института, одновременно с этим с 1963 по 1967 год занимала должность директора Центральной лаборатории по генетике растений Сельскохозяйственной академии имени Г.Димитрова. С 1967 по 1983 год заведовала секцией отдалённой гибридизации Института Генетики Болгарской АН.
Скончалась Райна Георгиева 25 июня 1983 года в Софии, не дожив буквально дня до своего 81-летия.

## Научные работы
Основные научные работы посвящены проблемам селекции и генетики растений.
- Вывела ряд новых сортов сельскохозяйственных культур (табак, ячмень, лён).
- Изучала влияние биофизических факторов на наследственность и продуктивность сельскохозяйственных растений.
- Исследовала проблемы аутонесовместимости диких видов рода Lycopersicon.

## Избранные сочинения
- Георгиева Р. А. Гибридная изменчивость при трансплантации некоторых паслёновых.— М.: Изд-во Иностранной литературы, 1948.— 44 с.

## Награды, премии и почётные звания
- 1950 — Народный орден Труда.
- 1959 — Орден «Красное Знамя Труда».
- 1964 — НРБ 1-й степени.
- 1969 — Заслуженный деятель науки и культуры Болгарии.
- 1972 — Орден «Георгий Димитров».